# Lao-Peulh
Lao-Peulh est une localité située dans le département de Komki-Ipala de la province du Kadiogo dans la région Centre au Burkina Faso.  En 2006, cette localité comptait 157 habitants dont 51 % de femmes.